# Baidu Baike
Baidu Baike (/ˈbaɪduː ˈbaɪkə/; tiếng Trung: 百度百科; Hán-Việt: Bách Độ bách khoa; bính âm: Bǎidù Bǎikē) là một bách khoa toàn thư trực tuyến sử dụng ngôn ngữ tiếng Hoa thuộc sở hữu của công ty công nghệ Trung Quốc Baidu. Trang web được ra mắt lần đầu vào tháng 4 năm 2006. Tính đến tháng 11 năm 2019, bách khoa đã có gần 16 triệu bài viết và hơn 6,9 triệu biên tập viên.
Nhiều biên tập viên các bách khoa toàn thư trên thế giới và nhà phê bình về kiểm duyệt đã chỉ trích rằng Baidu Baike được tạo ra nhằm kiểm duyệt nhiều nội dung trong thông tin để phù hợp với quan điểm và lý tưởng của Đảng Cộng sản Trung Quốc mà không tuân theo quan điểm trung lập.

## Lịch sử
Baidu Baike được ra mắt lần đầu vào tháng 4 năm 2006. Sau 20 ngày đi vào hoạt động, trang web đã có hơn 300.000 người dùng đăng ký và 100.000 bài viết được tạo ra, vượt qua cả Wikipedia tiếng Trung. Tính đến tháng 11 năm 2019, trang web có gần 16 triệu bài viết và hơn 6,9 triệu biên tập viên.
Kỹ sư William Chang, một người làm việc tại Baidu, đã nói tại hội nghị của World Wide Web Consortium tổ chức năm 2008 - thời điểm trang web mới đi vào hoạt động, rằng: "Trên thực tế, không có lý do gì để Trung Quốc sử dụng Wikipedia [...] Việc Trung Quốc có thể tự tạo ra các sản phẩm công nghệ cho riêng mình là điều rất hiển nhiên".
Sự nổi bật của Baidu Baike đã được nhiều người chú ý đến qua các kết quả trên công cụ tìm kiếm của Baidu. Ví dụ, khi tìm kiếm các thông tin về một chủ thể bất kỳ bằng công cụ tìm kiếm trên Baidu, liên kết từ bài (nếu tồn tại) về chủ thể của trang web sẽ được hiện lên ở mục đầu tiên kết quả tìm kiếm tương ứng.

## Chỉ trích
Trong thời gian hoạt động, Baidu Baike đã bị một số nhà phê bình về kiểm duyệt và các biên tập viên bách khoa toàn thư, đáng chú ý là cựu chủ tịch của Wikimedia Foundation, buộc tội về việc vi phạm bản quyền và kiểm duyệt thông tin một cách thiếu trung lập.

### Kiểm duyệt
Vì thuộc thẩm quyền của chính phủ Trung Quốc, Baidu được yêu cầu kiểm duyệt nội dung trên bách khoa toàn thư của họ theo luật và các quy định liên quan như Luật An ninh mạng Trung Quốc và Luật Tình báo Quốc gia. Tất cả biên tập viên khi muốn đăng ký tài khoản sẽ phải dùng tên thật trước khi chỉnh sửa bài viết và quản trị viên sẽ xem xét hầu hết chỉnh sửa đó trước khi chúng được đăng công khai. Vì những điều này mà trang web đã thu hút rất nhiều sự chỉ trích.
Vào năm 2013, Citizen Lab phát hành một bài báo cáo nói rằng tuy được dự báo sẽ có sự kiểm duyệt diễn ra trên Baidu Baike nhưng "việc đưa ra các quy định về kiểm duyệt và nhận dạng vi phạm có thể sẽ gặp phải khó khăn do (gần như) bách khoa được tạo ra cho người dùng và họ sẽ phải tự giám sát nhau".

### Các cáo buộc vi phạm bản quyền
Trong năm 2007, Florence Devouard, lúc đó là Chủ tịch Hội đồng Quản trị của Wikimedia Foundation, đã nói rằng "Họ [Baidu Baike] không tôn trọng các giấy phép về bản quyền chút nào, [...] Đó có thể là vi phạm bản quyền lớn nhất mà chúng tôi từng gặp phải". Một số người dùng của Wikipedia tiếng Trung cũng đã tạo một danh sách các mục bị cáo buộc là vi phạm bản quyền của Wikipedia, tuy nhiên sau đó tổ chức quyết định sẽ không theo đuổi bất kỳ hành động pháp lý nào. Đáp lại những chỉ trích trên, Baidu đã nhấn mạnh rằng Baike là một nền tảng nội dung do người dùng tạo.